# IP-avtal
IP-avtal eller IPR-avtal (engelska intellectual property agreement eller intellectual property right agreement, IPA) är ett immaterialrättsligt avtal som ofta skrivs mellan samarbetsparter när utvecklings- eller forskningssamarbete påbörjas. Avtalet fastställer vem som kommer att äga de intellektuella prestationer som samarbetet resulterar i, och reglerar rättigheter, skyldigheter och ansvar som varje part har mot varandra vad gäller för information som delas inom samarbetet, gemensamt eller individuellt.
Parterna kan vara företag, enskilda forskare (som i Sverige personligen äger forskningsresultatet enligt lärarundantaget) och/eller studenter som gör exempelvis examensarbete på uppdrag av företaget. Avtalet kan innefatta eventuell framtida upphovsrätt till dokument och källkod, rätt till framtida patent och mönsterskydd samt rätt till licentiering till tillverkare. Avtalet kan också innefatta sekretessavtal (engelska non-disclosure agreement, NDA), exempelvis rätt för parterna att granska akademisk publicering och att fördröja publicering i väntan på patentprocess, eller hemligstämpla hela eller delar av en examensrapport, med mera. 
IP-avtal eller immaterialrättst avtal är en ensamrätt som innebär att rättsinnehavaren, den eller de som skapat den intellektuella prestationen/resultatet, i forsknings-verksamhet den aktuella forskaren eller forskargruppen, äger rätt att bestämma över resultatet. Begreppet ”ensamrätt” innebär således inte att det endast kan vara en enda rättsinnehavare. För de fall där flera forskare samverkar tillkommer rätten till resultatet till dem som samverkat gemensamt.[källa behövs]
I ett IP-avtal mellan en statlig högskola (som i Sverige har status som myndighet) och ett företag styrs immaterialrätten utöver den privaträttsliga regleringen även av landets förvaltningsrättsligt regelverk. I Sverige och Finland innebär det att högskolan, till skillnad från näringslivsintressenten, i fullgörandet av avtalet bland annat måste beakta offentlighetsprincipen och sekretesslagen.